# Romain (Marne)
Romain és un municipi francès, situat al departament del Marne i a la regió del Gran Est. L'any 2007 tenia 319 habitants.

## Demografia

### Població
El 2007 la població de fet de Romain era de 319 persones. Hi havia 116 famílies, de les quals 24 eren unipersonals (12 homes vivint sols i 12 dones vivint soles), 36 parelles sense fills, 52 parelles amb fills i 4 famílies monoparentals amb fills.
La població ha evolucionat segons el següent gràfic:
Habitants censats

### Habitatges
El 2007 hi havia 137 habitatges, 122 eren l'habitatge principal de la família, 7 eren segones residències i 8 estaven desocupats. Tots els 137 habitatges eren cases. Dels 122 habitatges principals, 112 estaven ocupats pels seus propietaris, 9 estaven llogats i ocupats pels llogaters i 1 estava cedit a títol gratuït; 4 tenien dues cambres, 5 en tenien tres, 29 en tenien quatre i 84 en tenien cinc o més. 93 habitatges disposaven pel capbaix d'una plaça de pàrquing. A 40 habitatges hi havia un automòbil i a 68 n'hi havia dos o més.

### Piràmide de població
La piràmide de població per edats i sexe el 2009 era:
| Homes | Edats   | Dones |
| ----- | ------- | ----- |
| 0     | 95 o +  | 0     |
| 0     | 90 a 94 | 4     |
| 0     | 85 a 89 | 0     |
| 0     | 80 a 84 | 4     |
| 0     | 75 a 79 | 0     |
| 20    | 70 a 74 | 12    |
| 4     | 65 a 69 | 12    |
| 8     | 60 a 64 | 4     |
| 4     | 55 a 59 | 8     |
| 8     | 50 a 54 | 12    |
| 16    | 45 a 49 | 8     |
| 16    | 40 a 44 | 12    |
| 8     | 35 a 39 | 24    |
| 20    | 30 a 34 | 8     |
| 12    | 25 a 29 | 8     |
| 0     | 20 a 24 | 4     |
| 20    | 15 a 19 | 16    |
| 12    | 10 a 14 | 16    |
| 16    | 5 a 9   | 16    |
| 12    | 0 a 4   | 8     |

## Economia
El 2007 la població en edat de treballar era de 191 persones, 154 eren actives i 37 eren inactives. De les 154 persones actives 146 estaven ocupades (73 homes i 73 dones) i 8 estaven aturades (4 homes i 4 dones). De les 37 persones inactives 8 estaven jubilades, 19 estaven estudiant i 10 estaven classificades com a «altres inactius».

### Ingressos
El 2009 a Romain hi havia 121 unitats fiscals que integraven 320,5 persones, la mediana anual d'ingressos fiscals per persona era de 20.640 €.

### Activitats econòmiques
Dels 10 establiments que hi havia el 2007, 1 era d'una empresa de fabricació d'altres productes industrials, 1 d'una empresa de construcció, 1 d'una empresa de comerç i reparació d'automòbils, 1 d'una empresa d'hostatgeria i restauració, 1 d'una empresa d'informació i comunicació, 1 d'una empresa financera, 2 d'empreses immobiliàries, 1 d'una empresa de serveis i 1 d'una entitat de l'administració pública.
L'any 2000 a Romain hi havia 5 explotacions agrícoles.

## Poblacions properes
El següent diagrama mostra les poblacions més properes.